# An Fhairche
An Fhairche (Engels: Clonbur) is een plaats in het Ierse graafschap County Galway. De plaats bevindt zich in de Gaeltacht.
Het dorp ligt aan de rand van de Gaeltacht, tussen Lough Mask en Lough Corrib. Bij het dorp ligt op een kerkhof een ruïne van een klooster dat gesticht werd door Sint Brandaan.